# Ming Csien Ven kínai császár
Ming Csien Ven (1377. december 5. – 1402. július 13.) kínai császár 1398-tól haláláig.
Csu-Biao herceg (1355–1392) fiaként és Ming Hung-vu császár unokájaként született. Mivel édesapja még nagyapja előtt meghalt, így 1398-ban Csien Ven léphetett közvetlenül trónra Hung-vu halála után. Uralkodása alatt támogatta a Ming-dinasztiát annyira nevezetessé tevő kulturális, szellemi és technikai fejlődést. Központosítani akarta a birodalmon belül elhelyezkedő fejedelemségeket, ahol nagybátyjai uralkodtak. Ez a törekvése felkelést robbantott ki, melynek élére egyik nagybátyja, Jen herceg állt. Jen csapatai 1402-ben elfoglalták a fővárost, Csien Vennek pedig nyoma veszett, amikor palotája leégett. Feltehetően maga a császár is életét vesztette a tűzvészben, bár egy legenda szerint életben maradt, és még 40 évet élt vándorló szerzetesként.
Jen herceg pedig elfoglalta a trónt, és Ming Jung-lö néven kezdett el uralkodni.